# Anna van der Aar de Sterke
Anna van der Aar de Sterke (Leiden, 23 februari 1755 – Delft, 24 januari 1831) was een Nederlands dichteres. Ze was de oprichter van het vrouwelijke dichtgenootschap Die Erg Denkt Vaart Erg In ’T Hart, het oudste vrouwelijke dichtgenootschap van Nederland.

## Biografie
Anna van der Aar de Sterke werd in Leiden geboren en was van goede afkomst. Ze werd lid van mannelijke dichtgenootschappen, zoals in Leiden Kunst Wordt Door Arbeid Verkregen op 19-jarige leeftijd. Ze was slechts honorair lid, dat contributie betaalde en gedichten mocht inzenden, maar ze mocht niet aanwezig zijn bij de avonden waarop literatuur werd voorgedragen. In 1775 huwde ze met Maximiliaan 's-Gravenzande (1746-1805) en met hem verhuisde ze naar Delft. In oktober 1782 richtte ze in haar Delftse woonhuis het dichtgezelschap Die Erg Denkt Vaart Erg In 'T Hart op. Ze richtte dit vrouwelijke genootschap op omdat vrouwen niet openlijk lid mochten zijn van de mannelijke dichtgenootschappen. Het gezelschap bestond ten minste uit veertien vrouwen, waarvan wordt aangenomen dat ze allen bevriend met Van der Aar de Sterke waren. Van de 180 gedichten die ze in netschrift heeft achtergelaten zijn er 24 geschreven voor het genootschap.